# Euphorbia talastavica
Euphorbia talastavica är en törelväxtart som först beskrevs av Jaroslav Ivanovic Yaroslav Ivanovich Prokhanov, och fick sitt nu gällande namn av Jaroslav Ivanovic Yaroslav Ivanovich Prokhanov. Euphorbia talastavica ingår i släktet törlar, och familjen törelväxter. Inga underarter finns listade i Catalogue of Life.